# Julián Martínez Díaz
Julián Martínez Díaz (¿?, c. 1672 - Cuenca, agost de 1729), fou un compositor i mestre de capella espanyol.

## Biografia
Julián Martínez Díaz va néixer en lloc desconegut cap al 1672. Pel que sembla va estudiar amb el mestre Alonso Xuárez, tot i que Lothar Siemens no esmenta si a Conca o a Sevilla. Suárez va tractar de col·locar el seu deixeble a la Catedral del Burgo de Osma el 1692, ja que el magisteri havia quedat vacant després de la partida de Tomás Micieces, el menor. I tot i que Martínez Díaz va realitzar una brillant oposició, el capítol el va considerar massa jove amb 18 anys. L'edat mínima per obtenir una ració era de 21 anys.Palacios Sanz, José Ignacio (enero-diciembre de 1996). «Relación de maestros de capilla y organistas de la catedral de El Burgo de Osma (Soria) (1562-1996)». Revista de Musicología 19 (1/2): 47-83. ISSN 0210-1459. JSTOR 20797091. doi:10.2307/20797091. Consultado el 7 de noviembre de 2023.

Després de la mort d'Alonso Suárez el 26 de juny de 1696, el magisteri de la Catedral de Conca va quedar vacant, a més de la rectoria del col·legi d'infants de Sant Josep. El capítol conquense va oferir al juliol el càrrec a Matías Juan de Veana, en aquell moment, mestre de capella del Convent de l'Encarnació de Madrid, que no ho va acceptar. Posteriorment es va oferir a Antoni Lliteres l'agost de 1696 i a Jacinto Escobar l'octubre d'aquell any. Escobar fins i tot va realitzar unes oposicions, però sense èxit. En no trobar candidats al seu gust, el capíol va decidir allargar el termini de presentació fins al febrer de 1697, mentre que es demanaven les composicions necessàries per a les festes nadalenques a Martínez Díaz, en aquell moment mestre de capella de la Col·legiata de Jerez de la Frontera.
| « | "El deixeble d'Alonso Xuárez i mestre de capella de la Catedral de Jerez, Julián Martínez Díaz, envia al capítol algunes obres per a la festa de Nadal. Actes capitulars de la Catedral de Conca, 30 de setembre de 1696 | » |

Finalment es realitzaria una altra oposició el 23 de febrer de 1697, en la qual Martínez Díaz es va enfrontar a Jacinto Escobar, el mestre de la Catedral de Terol; el mestre de Liria (València); i un altre músic de València. Martínez Díaz va guanyar les oposicions i se'l va contractar amb un salari de 200 ducats i 24 fangues de blat, més 30 ducats per donar lliçó als infants.
Durant la seva estada a Conca va ser mestre dels Nebra, José, Javier i Joaquín Ignacio. El pare, José Antonio de Nebra Mezquita, havia estat nomenat organista primer de la Catedral de Conca el 1711 i s'havia traslladat amb tota la família a la ciutat. Els seus fills es van formar al Col·legi d'Infants de Sant Josep, on van aprendre l'orgue amb el seu pare i composició amb el mestre Martínez Díaz.
Va romandre en el càrrec de forma ininterrompuda fins a la seva mort a Conca, agost de 1729. Cinc anys abans, el 1724, ja havia renunciat a l'ensenyament dels infants, la rectoria del Col·legi va passar a Manuel de la Calle. La vacant del magisteri va ser ocupada per José Antonio de Nebra Mezquita, l'organista. Martínez Díaz va ser enterrat a la Catedral de Conca, al costat de l'altar de la Pietat.

## Obra
- Amar sin ver, es puro querer, nadala al Santíssim Sagrament, a set veus i acompanyament;
- Aparta, aparta, afuera, afuera, nadala a sant Julià, bisbe de Conca, a quatre veus i acompanyament;
- Atención a la jácara, nadala de Nadal, a sis veus i acompanyament;
- Atención a las voces del cielo, al Santíssim Sagrament, a set veus i acompanyament;
- Atención que es un lazo que estrecha la mejor ocasión, al Santíssim Sagrament, a set veus i acompanyament;
- Beatus vir (1694), salm de Vespres, a vuit veus i acompanyament;
- Beatus vir, salm de Vespres, a deu veus i acompanyament;
- Con varias mercadurías, nadala al Naixement, a vuit veus i acompanyament;
- Cum invocarem, Completas, a sis veus i acompanyament;
- Cum sublebaste, motete de difuntos, a sis veus i acompanyament;
- Del nombre de María (1723), nadala a la Mare de Déu, a tres veus i acompanyament;
- Del puerto rico de gloria, nadala a La nostra Senyora de les Mercedes, a vuit veus i acompanyament;
- Dixit Dominus, Vísperas, a vuit veus i orgue;
- Dominum formidabunt, motet, a vuit veus i acompanyament;
- El monarca más grande, el rei més celestial, nadala al Santíssim Sagrament, a dotze veus i acompanyament;
- El fuego, la nieve, nadala al Santíssim, a quatre veus i acompanyament;
- Exultate et invocate, motet a Nuestra Señora, a set veus i acompanyament;
- Favus distilans labia tua, motet a La nostra Senyora, acompanyament;
- Gaudent in coelis, motet, a vuit veus i orgue;
- Ha de la obscura (1720), Nadala de calenda, a vuit veus i acompanyament;
- Hei mihi Domine (1721), motet per a les honres del bisbe Miguel Olmo, a sis veus i acompanyament;
- A la palestra florida venid (1723), nadala, a onze veus i acompanyament;
- A la siega, nadala al Santíssim, a vuit veus i acompanyament;
- Ala, ala caballeros (1725), nadala al Santíssim, a sis veus i acompanyament.[1]